# Limpert Verlag

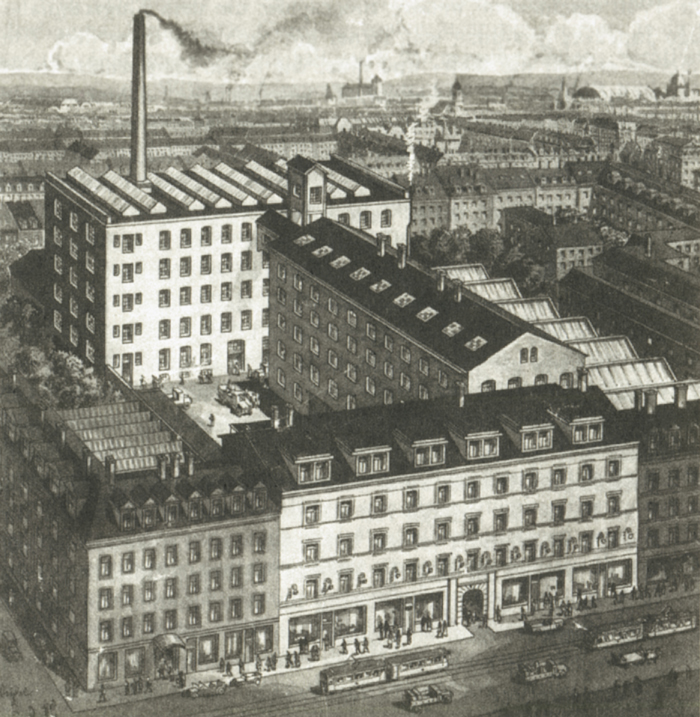
Gesamtansicht des Verlagshauses Wilhelm Limpert - Wilhelm Limpert Verlag Dresden-A.1, Marienstr. 16 (Werbebroschüre 1928)

Der Limpert Verlag ist der älteste deutsche Sportverlag. Er wurde 1921 von dem Verleger und aktiven Turnsportler Wilhelm Limpert in Dresden, als Wilhelm-Limpert-Verlag gegründet, wo er in der Marienstraße 16 seinen Sitz hatte.

## Geschichte
Das Verlagsprogramm bestand seit der Gründung hauptsächlich aus Literatur zum Training von Sportarten und Sportbildbänden, es wurde jedoch zusätzlich touristische, politische und kulturelle Themen abgedeckt, beispielsweise über Matthäus Daniel Pöppelmann und Otto Gussmann. Der Limpert Verlag veröffentlichte auch Jubiläumsschriften sächsischer Unternehmen und fertigte Werbedrucke für den sächsischen Tourismus an.
Von 1932 bis 1945 hatte der Wilhelm-Limpert-Verlag in Berlin-Kreuzberg, Ritterstraße 75, eine Verlagsniederlassung mit Druckerei unter dem Namen „Druckerei-Verlag Limpert“ und passte sich den politischen Überzeugungen der nationalsozialistischen Machthaber an. So veröffentlichte der Verlag Literatur über die Berliner Olympiade 1936 sowie über Turnvater Jahn. Ab dem 1. April 1938 gab Limpert die vierteljährlich erscheinende Olympische Rundschau heraus. Sie war die offizielle Zeitschrift des im nationalsozialistischen Deutschland mit Zustimmung des IOC gegründeten Internationalen Olympischen Instituts und stand damit in der Nachfolge der Olympischen Revue (Olympic Review,  Revue Olympique) des Pierre de Coubertin.
1939 versuchte der Verlag sich im Auftrag der DAF auf dem Gebiet der NS-Arbeitssoziologie, indem er ein Werk herausbrachte, welches die NS-Rassenhygiene im Arbeitsleben propagierte. Der Verlag verfügte in Dresden über zwei Büro- und Druckereigebäude.
Nachdem kurz vor Kriegsende im Februar 1945 sowohl der Verlagshauptsitz in Dresden als auch die Niederlassung in Berlin ausgebombt und dabei Papiervorräte und lagernde Bücher völlig vernichtet worden war, wurde der Verlag 1950 in Frankfurt am Main neu aufgebaut. 1959 starb der Verlagsgründer Wilhelm Limpert und 1962 ging der Wilhelm-Limpert-Verlag in Konkurs. Der Mainzer Verleger Diemer Limpert kaufte aus der Konkursmasse das Lager und führte das Unternehmen unter dem Namen Limpert-Verlag in Bad Homburg vor der Höhe weiter. 1965 verkaufte der Limpert-Verlag 700.000 Bücher und machte einen Gewinn von 1,5 Mio. DM. Das Verlagsprogramm umfasste 90 Titel, darunter 15 Unterhaltungssportbücher wie Sportlerbiografien über Pelé und Heidi Biebl. 1988 übernahmen die beiden aus Wiesbaden stammenden Verleger Gerhard Stahl und Günther Fertig den Verlag, sodass der Verlagssitz in Wiesbaden geändert wurde. Seit 1992 ist Gerhard Stahl alleiniger Verleger. Seit 1999 ist der Unternehmenssitz des Limpert Verlages Wiebelsheim im Hunsrück. Hier bildet er zusammen mit der Aula-Verlagsgesellschaft mbH und der Quelle & Meyer Verlagsgesellschaft mbH & Co. eine Verlagsgemeinschaft.
Zum Verlagsprogramm gehört die Herausgabe von methodischer Fachliteratur für Training und Wettkampf. Daneben veröffentlicht der Limpert Verlag Bildbände und Belletristik zum Sport, z. B. die Jahrbücher der Turnkunst.
Weiterhin verlegt der Limpertverlag die Fachzeitschriften Das Rudermagazin, SportPraxis und Der Übungsleiter – Arbeitshilfen für Übungsleiterinnen und Übungsleiter.